# Nitru
Termenul de nitru (sau variantele silitră sau salpetru de India) este denumirea comună care face referire la azotatul de potasiu (KNO3). Denumirea de nitru a fost utilizată în trecut pentru toate tipurile de nitrați, cunoscuți și sub denumirea comună de salpetru (de India - pentru cel de potasiu, de Chile - pentru cel de sodiu), iar ulterior denumirea a rămas doar pentru nitratul de potasiu. La origine, termenul era rezervat pentru carbonatul de sodiu (în jurul secolului al XV-lea), iar sensul actual a fost utilizat începând cu finalul secolului al XVI-lea.
Termenul se referă de obicei la compusul aflat în stare naturală, la un mineral incolor spre alb, ce cristalizează în sistemul ortorombic, adesea în agregate grăunțoase, eflorescente. Uneori poate prezenta cristale aciculare și impurități de sodiu și litiu. Analogul cu sodiu se numește nitratină.
Mineralul se formează în regiunile calde, uscate, lipsite de vegetație, în urma descompunerii biochimice a substanțelor cu azot. Este utilizat la obținerea acidului nitric, a explozivilor și în industria alimentară.